# 柳盛淵
柳　盛淵（ユ・ソンヨン、朝: 유 성연、英: Yu Seong-Yeon　1976年4月19日- ）は韓国の柔道選手。階級は90kg級。身長184cm。

## 人物
1998年のアジア大会90kg級で優勝を飾った。1999年のユニバーシアードで3位になると、世界選手権では銅メダルを獲得した。2000年のシドニーオリンピックでは2回戦で敗れた。

## 主な戦績
- 1998年 - アジア大会　優勝
- 1999年 - フランス国際　3位
- 1999年 - ドイツ国際　3位
- 1999年 - イギリス国際　優勝
- 1999年 - ユニバーシアード　3位
- 1999年 - 世界選手権　3位
- 1999年 - 韓国国際　2位